# Mycoplasma hominis
Mycoplasma hominis è una specie di batterio appartenente alla famiglia delle Mycoplasmataceae.